# EY税理士法人

EY税理士法人（いーわいぜいりしほうじん、英文名称:Ernst & Young Tax Co.）は、日本の大手税理士法人。

## 概要
海外の大手会計事務所を指す「big4」の一つ、穏健派に属するアーンスト・アンド・ヤング・グローバル・リミテッドのメンバーファームである。
アーンスト・アンド・ヤングとしては日本を4大エリアの一つとして位置づけており、日本エリアはEYジャパン合同会社を中核として、税務業務を行うEY税理士法人以外に、監査業務を行うEY新日本有限責任監査法人の他、コンサルティング・アドバイザリー業務を行うEYアドバイザリー・アンド・コンサルティング株式会社、トランザクション業務を行うEYトランザクション・アドバイザリー株式会社、法務サービスの提供を行うEY弁護士法人などのファームがあり、これらを併せてEY Japanと称する。
- 本部 - 東京都千代田区有楽町一丁目1番2号 東京ミッドタウン日比谷 日比谷三井タワー
- 地方事務所 - 名古屋事務所、大阪事務所、沖縄事務所[1][2]、福岡事務所[3]
- 統括代表社員　 蝦名和博

| 東京事務所長   | 谷本真一 |
| 大阪事務所長   | 網野健司 |
| 名古屋事務所長 | 佐藤雅弘 |
| 沖縄事務所長   | 幸地啓子 |
| 福岡事務所長   | 福澤保徳 |
| -------------- | -------- |

## サービス内容
大きく分けて、「企業税務コンプライアンス」（グローバルコンプライアンスアンドレポーティング）、「企業税務アドバイザリー」（ビジネスタックスサービス）、「国際税務」（インターナショナルタックスサービス）、「トランザクションタックス」、「駐在員税務アドバイザリー（個人の申告）」（ヒューマンキャピタル）、「関税・国際貿易アドバイザリー」（インダイレクトタックス）の6つのクライアント向けサービスライン（部門）がある。
「国際税務」部門においては、M&Aや企業再編に関連するトランザクションにおける税務問題についてアドバイスも行なっており、移転価格やTESCM(タックスエフェクティブサプライチェーン・マネジメント)のサービスを提供し、税理士・会計士だけでなく、エコノミストも擁し、複雑化するクロスボーダー取引に対応している。
また新日本有限責任監査法人も含めジャパン・ビジネス・サービス（JBS）として海外進出支援として、50カ所以上の都市に500人以上の日本語を話せるプロフェッショナルを配し、豊富な実績と情報ネットワークを駆使して、日本企業の海外での活躍を支援している。
| クライアントサービス部門名                            | タイトル                                                                                            | リーダー                       |
| ビジネスタックスサービス（BTS）                       | 代表社員 パートナー ビジネスタックスサービスジャパン リーダー CorporateResponsibility担当パートナー | 谷本真一                       |
| グローバルコンプライアンスアンドレポーティング（GCR） | パートナー                                                                                          | 蝦名和博                       |
| インターナショナルタックスサービス（ITS）             | パートナー・ITSジャパンリーダー                                                                     | ジョナサン スチュアート スミス |
| トランザクションタックス（TT）                        | パートナー                                                                                          | 金谷 雅子                      |
| ヒューマンキャピタル（HC）                            | パートナー                                                                                          | ハリッシュ シュリバスタワ      |
| インダイレクトタックス（Indirect）                    | パートナー                                                                                          | 大平 洋一                      |

## 社風
約1割の従業員（駐在員を含む）が欧米やアジアなどからの外国人で、普段の会話は日本語でも、社内のプレゼンテーションは英語が基本。
社内の英語研修等が充実しており、実務と研修によりグローバルを意識した社風と言える。

## 出来事

### 元職員によるインサイダー取引
2014年6月20日付けにて、証券取引等監視委員会が、当法人の元職員（ビジネスタックスファイナンシャルサービス部の元税理士、2014年5月12日付で退職）が内部者取引に関与したとして、この元職員に対し課徴金納付命令を発出するよう内閣総理大臣及び金融庁長官に勧告を行った。
同日、当法人はウェブサイト上にて、「元職員に対する証券取引等監視委員会の勧告について」というお知らせを掲載した。

## その他
国内big4のメンバーファームの中では珍しく、独立した労働組合(EYTAX労働組合)が存在する。

## 関連ファーム
- EY新日本有限責任監査法人
- EYアドバイザリー・アンド・コンサルティング （株）
- EYトランザクション・アドバイザリー・サービス（株）
- EY弁護士法人
- 新日本パブリック・アフェアーズ（株）
- EY新日本サステナビリティ（株）
- EY新日本クリエーション（株）
- EYソリューションズ（株）
- EYビジネスイニシアティブ（株）
- EYリアルエステートアドバイザーズ（株）
- 合名会社ベストプラクティス